# 湯川スミ

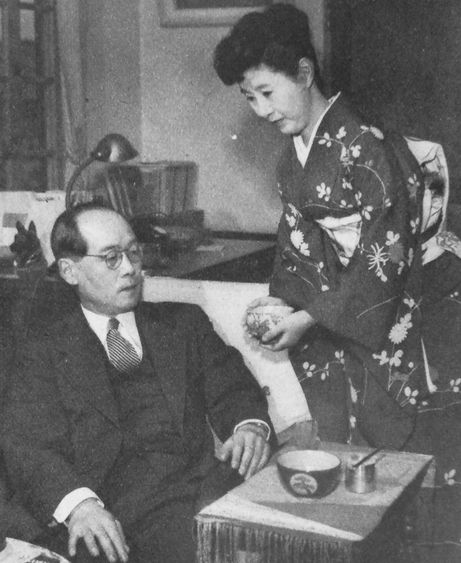
夫・秀樹とともに（1954年）

湯川 スミ（ゆかわ すみ、1910年（明治43年）4月25日 - 2006年（平成18年）5月14日）は、日本の女性。本名は湯川 澄子（ゆかわ すみこ）。日本人初のノーベル賞受賞者湯川秀樹の妻。世界連邦運動協会名誉会長、世界連邦全国婦人協議会会長、WFM名誉会長、世界連邦京都婦人の会会長。

## 年譜
- 1910年 - 医師・湯川玄洋と母みちの次女として大阪市東区内淡路町に生まれる。みちは和歌山県日高郡日高町で生まれた。
- 1928年 - 大阪府立大手前高等女学校本科（現・大阪府立大手前高等学校）卒業。
- 1932年 - 小川秀樹と結婚、秀樹は入り婿となり湯川に改姓する。
- 1933年 - 長男春洋出産。
- 1934年 - 次男高秋出産。
- 1956年 - 世界連邦京都婦人の会を設立
- 1958年 - 世界連邦全国婦人協議会会長
- 1963年 - 世界連邦建設同盟会長
- 1977年 - 同名誉会長
- 1988年 - WFM名誉会長
- 1996年 - 世界連邦運動協会名誉会長
- 2006年 - 胃癌により死去（96歳）

## 栄典
- 1966年 - ダームコマンデール勲章

## 著書
- 『苦楽の園』講談社、1976年

回想
- 湯川春洋編著『湯川家に生きた子と母』どりむ社、2008年